# SN 2000an
SN 2000an – supernowa odkryta 10 marca 2000 roku w galaktyce A134623-0006. W momencie odkrycia miała maksymalną jasność 20,30m.